# Волкова, Анастасия (предприниматель)
Анастасия Волкова (род. 10 сентября 1991, Запорожье) — соучредитель и CEO Regrow Ag, одного из самых популярных стартапов в сфере регенеративного сельского хозяйства.

## Биография
Родилась в Украине.
Начала обучение в университете в Киеве, продолжила в Польше, где получила степень магистра. В 2018 году, после трёх лет жизни  в Австралии, получила докторскую степень (PhD) в области аэрокосмической инженерии в Сиднейском университете.  Темой докторской диссертации было использование автономных дронов для помощи в сельском хозяйстве. 
В 2017  заявкой на финансирование привлекла 1 млн австралийских долларов, а к 2019 году — 8,6 млн долларов, в том числе 3,2 млн долларов от группы во главе с Microsoft M12.
В 2018 году ее компания купила австралийскую компанию Production Wise.
В 2020 году BBC объявила, что Волкова будет включена в список 100 женщин  — список вдохновляющих женщин со всего мира. Волкова была отмечена журналом «MIT Technology Review» в категории «до 35 лет».
В 2020 году Волкова жила в Австралии, но в её компании работала украинская команда разработчиков.

## Regrow
Анастасия Волкова основала стартап FluroSat, занимающийся ботаникой в 2016 году, когда жила в Австралии.
В конце 2018 года стартап FluroSat приобрёл ProductionWise, цифровую сельскохозяйственную платформу GrainGrowers — ведущей австралийской группы фермеров-зерноводов. 
В 2021 году стартап FluroSat поглотил стартап в сфере оздоровления почв Dagan с образованием компании Regrow, небольшой агротехнологической фирмы близ Дарем в штате Нью-Гэмпшир. Соучредитель компании Dagan Уильям Салас (William Salas) стал главным стратегическим директором Regrow.
Стартап начал разработку платформы Sustainability Insights по модели программное обеспечение как услуга (SaaS) для расчета углеродного следа сельскохозяйственных цепочек поставок пищевых компаний. Платформа Sustainability Insights использует спутниковые данные, машинное обучение и моделирование почвы для количественной оценки базовых уровней выбросов на ферме на уровне поля. Кроме того, ресурс генерирует сценарии, помогающие компаниям определять лучшие культуры, регионы и вмешательства для достижения своих целей в области устойчивости. Со временем компания расширила своё предложение за счёт платформы Crop Insights и платформы Measurement, Reporting, and Verification (MRV).
Помимо атмосферного диоксида углерода (CO2), система Regrow рассчитывает показатели выбросов других парниковых газов, которые распространены в современном сельском хозяйстве. К ним относятся органический углерод почвы (SOC), выбросы метана от скота и оксиды азота, выделяемые при использовании фермерами синтетических удобрений.
Расчёты Regrow включают объемы урожая, сокращение потребления воды и другие дополнительные выгоды от климатически умного земледелия.
Сфера охвата Regrow расширилась от производства зерна в США до большинства основных продаваемых товаров на нескольких рынках, включая Европу, Канаду, Бразилию и Австралию, среди прочих. Быстрый темп роста Regrow отражает растущий интерес к регенеративному сельскому хозяйству среди продовольственных и сельскохозяйственных компаний.
Многочисленные крупные компании в сфере продовольствия и сельского хозяйства, такие как Kellanova и General Mills сотрудничают с Regrow для разработки специализированных платформ данных.
Regrow вошёл в список 100 самых влиятельных компаний 2023 года журнала Time и стал бенефициаром успешного раунда финансирования на сумму 38 млн долларов в 2022 году.

## Признание
Названа швейцарским банком UBS «Глобальным визионером» 2023 года — ведущим предпринимателем, работающим над достижением одной или нескольких из 17 целей устойчивого развития ООН, одной из «100 женщин» Би-би-си 2020 года и входит в список TIME100 Next 2023 года журнала Time.